# Attica (New York)
Pour les articles homonymes, voir Attica.
Ne doit pas être confondu avec Attica (village, New York).
Attica est une ville du comté de Wyoming, dans l'État de New York aux États-Unis.
Elle comptait 6 028 habitants en 2000. Son nom lui vient de la région grecque de l'Attique. Elle abrite le célèbre centre correctionnel d'Attica.